# Torre Vanga
Torre Vanga (in tridentino Tor róssa) è un edificio storico di Trento costruito nel 1210 e oggi di proprietà della Provincia autonoma di Trento. È uno dei più significativi monumenti medioevali della città e si trova in via Prepositura.

## Storia
La Torre Vanga viene costruita nel 1210 dal principe vescovo Federico Vanga con lo scopo di controllare l'accesso sulla collina del Doss Trento. La torre era infatti lambita dal corso del fiume Adige e aveva una collocazione strategica a guardia del ponte di legno di San Lorenzo.
Dei trentini insorti capeggiati da Rodolfo Belenzani, nel mese di aprile del 1409, imprigionarono il vescovo Giorgio di Lichtenstein.
Dai primi anni dell'Ottocento la torre viene adibita a prigione dall'amministrazione napoleonica. Successivamente la costruzione diviene di proprietà del demanio austriaco
Nel 1933 viene trasformata in sede dei carabinieri. Ha accolto successivamente un laboratorio di restauro ligneo. Attualmente viene utilizzata come sede espositiva dal MART (Museo d'arte moderna e contemporanea di Trento e Rovereto) e dalla Soprintendenza per i beni storico artistici della Provincia autonoma di Trento.

## Descrizione
La torre è quadrangolare, i cui lati Est e Ovest misurano 11,5 metri, mentre quello Sud 10,5 e quello Nord 9,7. Ha 7 piani ed è alta 34 metri, 37 metri se misurata dall'interrato; quattro piani hanno il soffitto a volte e due il soffitto di legno. Nel 1810 la torre viene utilizzata come prigione e in questo periodo vengono realizzate le finestre quadrate con inferriate; i segni del passaggio di carcerati sono evidenziati dai graffiti e incisioni su pareti e finestre.
La torre appare ben rappresentata e lambita dal fiume Adige nell'acquarello di Albrecht Dürer che raffigura la Trento del 1495.

## Collegamenti esterni

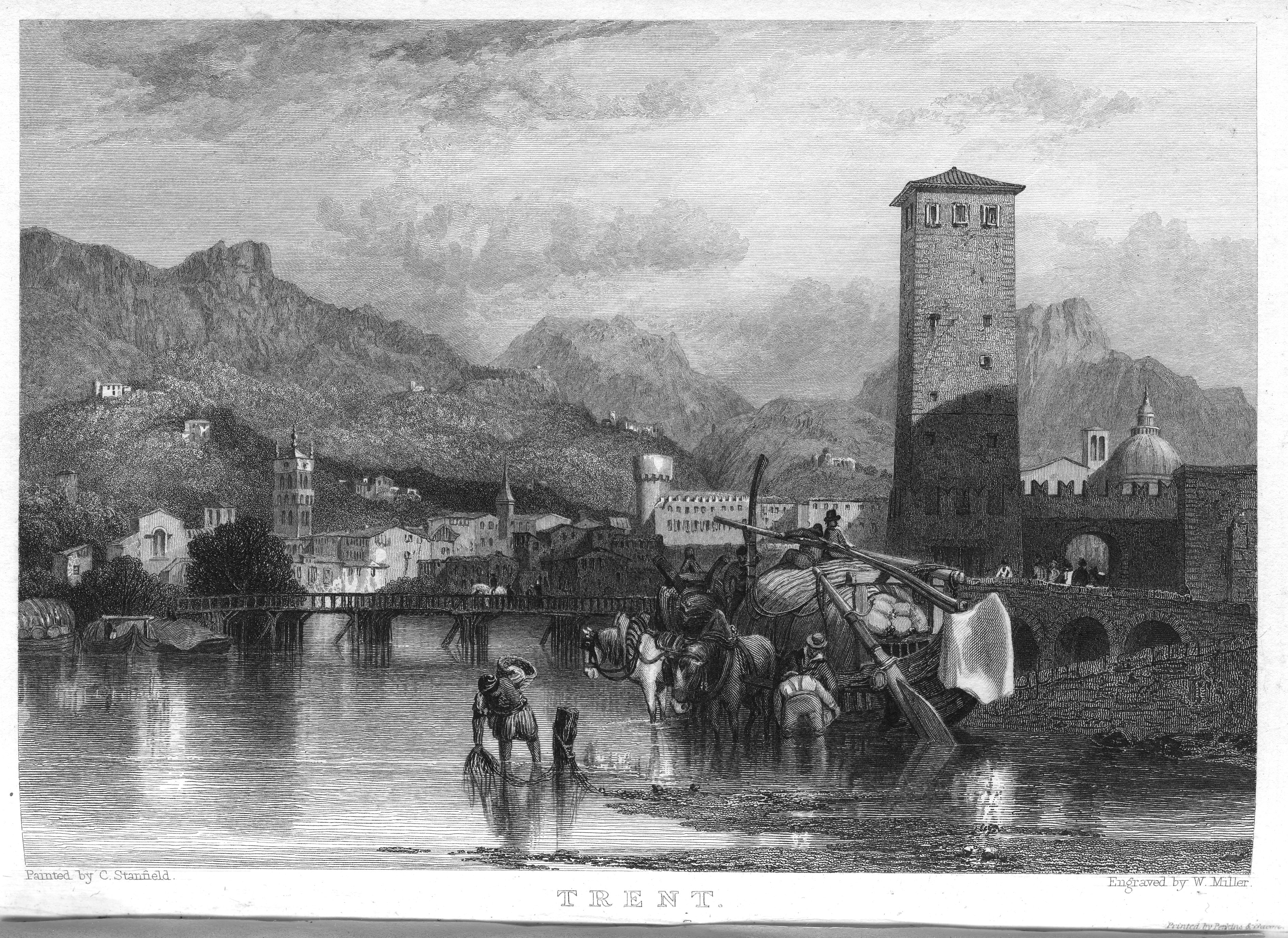
Torre Vanga con imbarcazione approdata sulla riva sinistra del fiume Adige in una raffigurazione ottocentesca ad opera di William Miller